# Зіновське сільське поселення
Зі́новське сільське поселення (рос. Зиновское сельское поселение) — муніципальне утворення у складі Ялуторовського району Тюменської області, Росія.
Адміністративний центр — село Зіново.

## Населення
Населення — 1003 особи (2020; 1058 у 2018, 1012 у 2010, 1057 у 2002).

## Склад
До складу поселення входять такі населені пункти:
| Населений пункт   | Населення, осіб (2002) | Населення, осіб (2010) |
| ----------------- | ---------------------- | ---------------------- |
| Зіново, село      | 682                    | 671                    |
| Сінгуль, присілок | 40                     | 40                     |
| Соснина, присілок | 58                     | 56                     |
| Южне, село        | 277                    | 245                    |